# Jimmy Wade
Jimmy Wade was een Amerikaanse trompettist en bandleader die actief was in Chicago.

## Biografie
Wade begon vanaf 1916 in en rond Chicago met eigen groepen op te treden. Hij werkte met blueszangeres Lucille Hegamin, onder meer in Seattle en New York (1919-1922). Na zijn terugkeer naar Chicago speelde hij bij Doc Cooke, daarna richtte hij weer een eigen band op, de Jimmy Wade's Syncopators. In die groep speelde van 1924 tot 1927 violist Eddie South, andere bekende leden waren Stump Evans, Punch Miller en Alex Hill (opnames voor Vocalion Records, waaronder "Gate Blues", 1928), alsook Darnell Howard. Volgens Brian Rust was Wade midden jaren 20 een prominente figuur in de muziekscene van Chicago. Begin 1927 werkte Wade enige tijd in Club Alabam in Harlem.